# Mindjive (EP)
Mindjive är Mindjives självbetitlade andra EP, utgiven av Burning Heart Records 1995.

## Låtlista[1]
1. "Spotless" - 1:51
2. "Chicken" - 2:53
3. "Thirst" - 4:01
4. "Green Grass" - 3:03
5. "Fresh Fruit" - 3:35
6. "The Blob" - 1:53

## Personal[1]
- Christian Gabel - trummor
- Erik Engström - gitarr
- Lasse - producent
- Magnus Zotterman - bas
- Martin Engström - fotografi (albumets baksida)
- Niclas Stenholm - fotografi
- Pelle Saether - producent
- Tobias Danielsson - sång